# حي علي سمحان (المهرة)
حي علي سمحان هو أحد أحياء مدينة العيص بمحافظة المهرة اليمنية، بلغ تعداد سكانه 1080 نسمة حسب التعداد السكاني في اليمن لعام 2004.